# Дрожь земли
«Дрожь земли» (англ. Tremors) — американский фильм о монстрах с элементами комедии ужасов, повествующий историю о подземных монстрах-червях. Фильм является первой частью франшизы «Дрожь земли». За ним последовали пять прямых продолжений, один приквел и телесериал.
По словам сценариста С. С. Уилсона, он набросал идею фильма в 1975 году, когда работал редактором для военно-морского флота в пустыне Мохаве — однажды в выходной он сидел на валуне и думал, что бы случилось, если бы нечто могло двигаться через песок как рыба, а он не мог бы слезть с камня.

## Сюжет

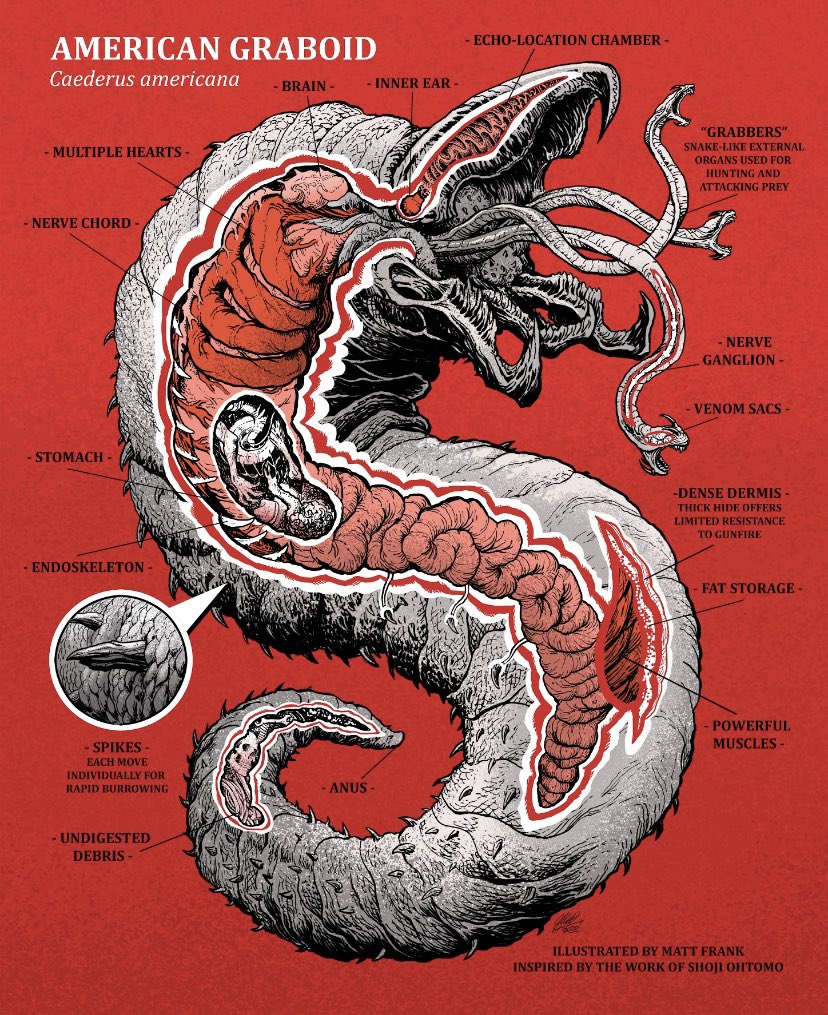
Иллюстрация анатомического строения грабоида. Автор — Мэтт Фрэнк

Валентин «Вэл» Макки (Кевин Бейкон) и Эрл Бассет (Фред Уорд) работают в качестве разнорабочих в Перфекшн, штат Невада, небольшом поселении на месте бывшего шахтёрского поселка, в котором проживает всего четырнадцать жителей, в том числе владелец магазина Уолтер Чанг (Виктор Вонг) и семейная пара сурвивалисты Берт (Майкл Гросс) и Хезер (Риба Макинтайр) Гаммеры. Также, сюда на практику по сейсмогеологии приехала студентка Ронда ЛеБек (Финн Картер).
Вэл и Эрл решили покинуть Перфекшн и отправиться в Биксби, ближайший город. По дороге они нашли тело умершего бездомного Эдгара Димса, который забрался на верхушку мачты электропередач и, по-видимому, просидел там несколько суток. Где-то в другом месте на пастуха Старину Фреда и его стадо овец нападают «невидимые силы». Добравшиеся до его фермы Вэл и Эрл обнаружили останки овец и мёртвого Фреда, по шею находящегося в земле. Вэл и Эрл возвращаются в Перфекшн, полагая, что убийца находится на свободе. Они предупреждают двух дорожных рабочих. После того, как Вэл и Эрл уехали, один из рабочих, Кармин, наткнулся отбойным молотком на что-то под землёй. Это что-то утаскивает Кармина. В конечном счете, после несчастного случая с неизвестным существом случился обвал, который похоронил под собой второго рабочего — Ховарда, и дорогу из города завалило камнями.
Вэл и Эрл, узнав, что телефон не работает, отправляются за помощью в Биксби, но наталкиваются на скальный обвал. Они возвращаются к магазину Уолтера, где обнаруживают что-то похожее на змею, зацепившуюся за задний мост их грузовика.
На следующее утро Вэл и Эрл уезжают за помощью, на этот раз — верхом на лошадях. Они обнаруживают, что автомобиль врача закопан. «Змеи» атаковали доктора и его жену, убив обоих и затащив их машину под землю. Каждая такая змея оказывается только частью огромного подземного монстра. Сброшенные с коней, приятели сбегают. Монстр следует за ними, Вэл и Эрл прыгают в траншею, а чудовище врезается в бетонную плиту и погибает. В это время туда приходит Ронда. Она определяет, что есть ещё три существа в этом районе. Они понимают, что существа обладают чрезвычайно острым слухом и могут найти их за счёт колебаний. Жители города им не верят, пока существа не сжирают покрышки на грузовике и убивают Уолтера, который успел незадолго до смерти дать чудовищам название — грабоиды. Эрл, Вэл и Мигель прячутся на крыше магазина, Ронда на водонапорной вышке, Мелвин на крыше мастерской, Нестор на крыше своего вагончика, а Нэнси и Минди на крыше своего дома.
Гаммеры, вернувшись в свой дом-подземный бункер после неудачной охоты за змееподобными существами, связываются с другими людьми с помощью CB-радио, но шум станка привлекает чудище, разрушивший их убежище. Гаммеры убивают его, но другой монстр съедает покрышки на их автомобиле. Затем змеи опрокидывают вагончик Нестора и утаскивают его. Понимая, что надо убираться, Вэл и Эрл придумали план побега, для которого решили использовать бульдозер и полуприцеп со спущенными шинами, считая, что бульдозер окажется для чудищ слишком тяжёлым.
Поначалу план идет успешно, но затем бульдозер переворачивается, угодив в яму-ловушку, выкопанную чудовищами на пути. Берт подрывает одну из самодельных бомб, чтоб отпугнуть чудовищ, людям удаётся добраться до груды валунов. Чудовища не могут подкопать валуны, но без пищи, воды и рации долго не высидеть. Герои бросают бомбу, которую на свою погибель ловит одно из чудовищ. Однако его товарищ выплёвывает бомбу, попадает прямо на кучу запасных бомб. Вэл, Эрл и Ронда оказываются в нескольких метрах от валуна, монстр блокирует им путь. Вэл увлекает за собой чудовище к краю обрыва при помощи взрыва последней оставшейся бомбы, монстр падает в пропасть и разбивается.
Перед отъездом Ронды Вэл никак не осмеливается объясниться ей в любви, хотя она явно ждет этого, но, принуждаемый Эрлом, наконец, решается.

## В ролях
| Актёр            | Роль            |
| ---------------- | --------------- |
| Кевин Бейкон     | Валентайн Макки |
| Фред Уорд        | Эрл Бассетт     |
| Финн Картер      | Ронда ЛеБек     |
| Майкл Гросс      | Берт Гаммер     |
| Риба Макинтайр   | Хезер Гаммер    |
| Виктор Вонг      | Уолтер Чанг     |
| Роберт Джейн     | Мелвин Плаг     |
| Ричард Маркус    | Нестор          |
| Шарлотт Стюарт   | Нэнси Стернгуд  |
| Тони Дженаро     | Мигель          |
| Ариана Ричардс   | Минди Стернгуд  |
| Саншайн Паркер   | Эдгар Димс      |
| Конрад Бахманн   | д-р Джим Уоллес |
| Биби Беш         | Меган           |
| Майкл Дэн Вагнер | Фред            |
| Джон Гудвин      | Ховард          |
| Джон Паппас      | Кармин          |

## Критика
Первый фильм был высоко оценен критиками за его разнообразный актёрский состав и юмор. На сайте Rotten Tomatoes у фильма 88 % положительных рецензий на основе 51 рецензии со средней оценкой 7,20 из 10, с консенсусом: «Нежный возврат к особенностям существ 1950-х годов, Дрожь земли оживляет его жанровые тропы с тонко сбалансированным сочетанием ужаса и юмора». Тай Берр из Entertainment Weekly поставил фильму четверку с плюсом, заявив: «Настоящее удовлетворение заключается в сценарии, написанном Мэддоком и Уилсоном».

## Награды и номинации
- 1991 — 4 номинации на премию «Сатурн»: за лучший научно-фантастический фильм, лучшую актрису второго плана (Финн Картер и Реба МакИнтайр), лучшие спецэффекты (Том Вудрофф, Алек Гиллис).